# Jean-Paul Lebel
Jean-Paul Lebel (1959) es un botánico, misionero salesiano, y ornitólogo canadiense, y gran orquideófilo. Ha misionado en Ruanda, habiendo sufrido un ataque de bala en el ataque a una Parroquia de Kicukiro, cerca de Kigali, el 16 de noviembre de 1999, donde cinco hombres armados irrumpieron en la iglesia de San Bosco, abriendo fuego, e hiriendo al padre. Los asaltantes exigieron dinero. Esa parroquia, que presta asistencia a cientos de niños huérfanos durante el genocidio, ya había estado en tres ocasiones en el blanco de ataques.

## Algunas publicaciones
- d. Geerinck, jean-paul Lebel, françois Crépin, nicole Merlo. 2003. Le statut d'espèce pour le perce-neige de Scharlock: Galanthus scharlockii (Casp.) C.M. Owen et un nom pour son hybride avec G. nivalis L.: G. x warei J.Allen (Amaryllidaceae) ; Liste des taxons de la famille des Orchidaceae au Burundi. Editor D.J.P. de Blaay, 10 pp.

- g. Delepierre, jean-paul Lebel. 2002. À propos de Habenaria maleveziana (Geerinck) Delep. & J.-P.Lebel (Orchidaceae) du Congo-Kinshasa. Editor D. Geerinck, 13 pp.

- d. Geerinck, gilbert Delepierre, jean-paul Lebel. 2001. Supplemént à l'étude des Orchidaceae du Rwanda et des environs: IV. Editor D.J.P. de Blaay, 10 pp.

## Honores
Miembro de
- Academia Real de Ciencias y Letras de Bélgica

### Eponimia
Especies
- (Orchidaceae) Margelliantha lebelii Eb.Fisch. & Killmann[6]